# Me and Mrs. Jones
Me and Mrs. Jones è un singolo originariamente pubblicato dal cantante soul statunitense Billy Paul nel 1972. Il pezzo fu scritto da Kenny Gamble, Leon Huff e Cary Gilbert, e venne arrangiato da  Bobby Martin. Nel dicembre 1972, raggiunse il primo posto nella hit parade USA Billboard Hot 100, mantenendolo per tre settimane.

## Testo e significato
La canzone descrive il rapporto extraconiugale fra un uomo (il cantante) e una donna sposata, la Mrs. Jones del titolo. Nella canzone, i due si incontrano in segreto "ogni giorno allo stesso caffè", alle 6:30, dove si tengono per mano e parlano. I due sono presi in un dilemma: loro vivono questa relazione sapendo entrambi che è sbagliata: tuttavia  è troppo forte per interromperla adesso.

## Altre versioni

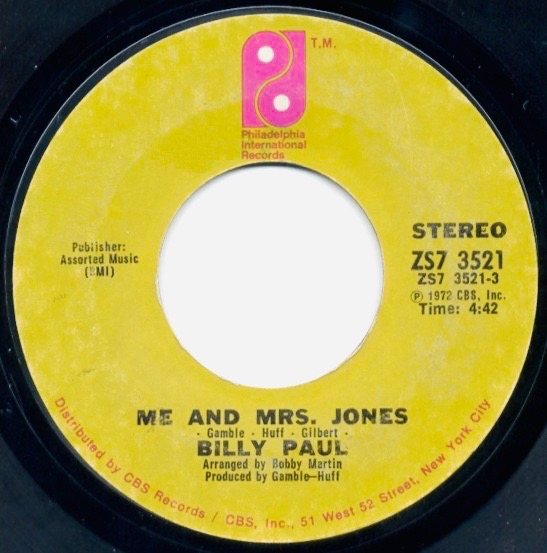
Me and Mrs. Jones (label)

Visto il notevole successo del brano, numerosi artisti ne effettuarono delle cover; fra di essi vi sono Marvin Gaye, Curtis Mayfield, Al Green, Sarah Jane Morris e Amy Winehouse. Anche il cantante Hip Hop Coolio incise una propria versione del singolo, contenuta nell'album Gangsta's Paradise ma intitolata A Thing Goin' On. 
Nel 2007 Michael Bublé ha registrato una cover di Me and Mrs. Jones per l'album Call Me Irresponsible. La versione di Bublé è stata estratta come secondo singolo dell'album.
La canzone appare anche in una puntata della serie TV statunitense Scrubs, nella quale il personaggio di Christopher Turk ne canta il ritornello per la gioia della sua fidanzata, Carla.